# Tevoel Jom

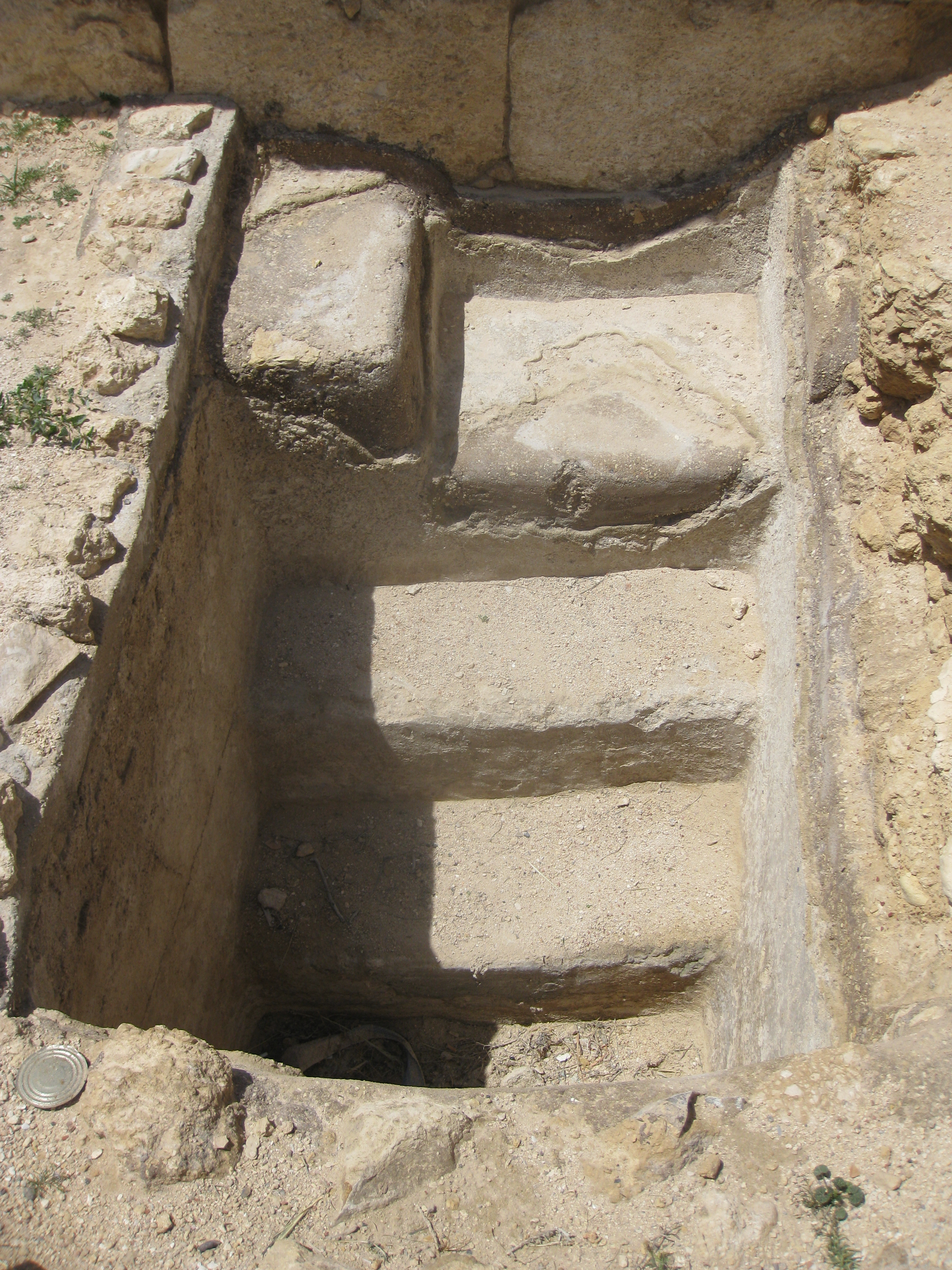
Mikwe uit de eerste eeuw in het nabij Jeruzalem gelegen Herodion

Tevoel Jom of Tewoel Jom (Hebreeuws: טבול יום, letterlijk onderdompeling van de dag) is het tiende traktaat (masechet) van de Orde Tohorot (Seder Tohorot) van de Misjna. Het traktaat telt vier hoofdstukken.
Tevoel Jom behandelt voorschriften inzake het onreine karakter van de man of vrouw die nog niet geheel rein is (zie ook Leviticus 15:5; 22:6 v., e.a.).
Het gaat hierbij om de situatie dat men wel in het mikwe (rituele bad) is ondergedompeld, maar nog tot zonsondergang dient te wachten om volkomen rein te zijn.
Het traktaat komt in de Jeruzalemse noch Babylonische Talmoed voor.